# 第7染色体異常 (血液)

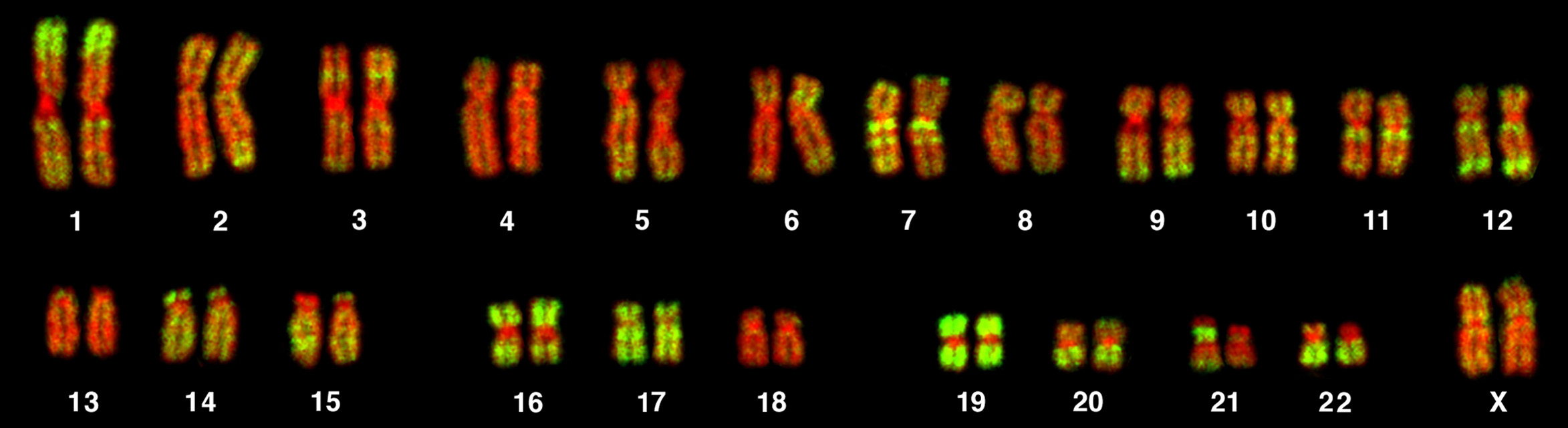
ヒトの染色体。モノソミー7とは本来2本ある7番染色体のうち一本が欠落していることであり、7q31欠失は一本の一部が欠落していることである。

血液疾患における第7染色体異常 あるいは第7番染色体異常、モノソミー7／7q31欠失 (英名:monosomy7,-7/del(7q))とは血液疾患、特に骨髄異形成症候群や各種白血病でみられることが多い染色体異常である。

## 最初に
人の染色体(遺伝子DNAがまとまったもの)は23対46本あるが、何らかの原因で7番目の染色体2本のうち1本が完全に無くなってしまうもの(モノソミー7、monosomy7）や1本の一部分が欠落し短くなる異常がおきることがある。7番遺伝子の異常は様々な異常をもたらすが、この項では血液疾患に関する7番遺伝子の異常について述べる。

## 概要
第7染色体異常、モノソミー7や7q31欠失は骨髄異形成症候群(MDS)や急性白血病で比較的多く見られる異常である。骨髄異形成症候群(MDS)では約30％や若年性骨髄単球性白血病(JMML)では25％の患者に見られ、また、抗がん剤のアルキル化剤や放射線治療による治療関連や他の疾病から2次性に発生したMDSや白血病、小児性のMDSでも多く見られる。
基本的には、家系・親から受け継ぐものではないが、ごくまれに家族性の物があることは報告されている。
一般に7番染色体異常は予後不良因子とされ、適切なドナーがいれば造血幹細胞移植(骨髄移植や臍帯血移植)が推奨されることが多い。

## 血液疾患への特徴
- 急性白血病

急性白血病で7番遺伝子異常を持つものは抗がん剤が効きにくいことが知られている。
- 治療関連の血液腫瘍

抗がん剤や放射線治療の結果、遺伝子が変質して7番染色体異常になってしまうことがある。治療関連の7番染色体異常は予後不良である。
- 小児不応性血球減少症(Refractory cytopenia of childhood :RCC）

RCCは小児の骨髄異形成症候群(MDS)ではもっとも多く、小児のMDSの約半数になるが、さらにその約半数にmonosomy7がみられる。monosomy7の症例は進行が早く早期の造血幹細胞移植(骨髄移植や臍帯血移植)が推奨される。